# ميخائيل شومان (موسيقي)
ميخائيل شومان (بالإنجليزية: Michael Shuman)‏ هو موسيقي أمريكي، ولد في 20 أغسطس 1985 في لوس أنجلوس في الولايات المتحدة.

## وصلات خارجية
- الموقع الرسمي
- مايكل شومان على موقع ميوزك برينز (الإنجليزية)
- مايكل شومان على موقع ميوزك برينز (الإنجليزية)
- مايكل شومان على موقع أول ميوزيك (الإنجليزية)
- مايكل شومان على موقع ديسكوغز (الإنجليزية)